# Ferocactus
Cactușii butoi sunt din genul Ferocactus, restul care au aceeași formă aparțin genului Echinocactus. Corpul acestor cactuși este globular când sunt tineri, ca apoi să câștige înâlțime și cu vârsta atinge forma de butoi. Măsoară între 20 cm până la 3 m potrivit cu specia. Posedă pronunțate coaste longitudinale, simple protuberanțe puțin marcate când sunt tinere, cu puternici spini în general curbați.. Culoarea variază între specii, de la verde-vri la verde-albăstrui.
Florile au formă de clopot, galbene, portocalii sau roși deschis și chiar violete, cum este cazul ferocactus stainesi
Locul de origine al acestui gen este deșertul California și California de Jos, unele zone din Arizona sudul Nevadei și Mexicului.

## Specii
- Ferocactus acanthodes
- Ferocactus alamosanus
- Ferocactus californicus
- Ferocactus chrysacanthus
- Ferocactus cylindraceus
- Ferocactus diguetii
- Ferocactus echidne
- Ferocactus emoryi
- Ferocactus flavovirens
- Ferocactus fordii
- Ferocactus glaucescens
- Ferocactus gracilis
- Ferocactus hamatacanthus
- Ferocactus haematacantus
- Ferocactus herrerae
- Ferocactus histrix
- Ferocactus johnstonianus
- Ferocactus latispinus
- Ferocactus lindsayi
- Ferocactus macrodiscus
- Ferocactus peninsulae
- Ferocactus pottsi
- Ferocactus rectispinus
- Ferocactus recurvus
- Ferocactus reppenhagenii
- Ferocactus robustus
- Ferocactus santa-maria
- Ferocactus schwarzii
- Ferocactus stainesii
- Ferocactus townsendianus
- Ferocactus viridescens
- Ferocactus wislizenii

## Sinonime
Include Bisnaga Orcutt y Brittonia C.A.Armstr. (nom. inval.).